# وایس (مجموعه تلویزیونی)
وایس (انگلیسی: Vice) مجموعه تلویزیونی مستندی است که شین اسمیت از مجلهٔ وایس میزبانش است. این مجموعه که توسط بیل مار تهیه می‌شود، فرید زکریا از شبکهٔ سی‌ان‌ان را به‌عنوان مشاور کنارِ خود دارد.
نخستین قسمتِ وایس ۵ آوریل ۲۰۱۳ از شبکهٔ اچ‌بی‌او پخش شد. دومین فصلِ این مجموعه در سالِ ۲۰۱۴ توانست جایزه امی را به‌خاطر ماهیتِ اطلاعات‌دهنده‌اش از آنِ خود کند. هم‌اکنون (آوریل ۲۰۱۵) فصل سوم وایس در حال پخش است و قرار است فصل چهارم آن در ۲۰۱۶ روی آنتن برود.

## نگارخانه

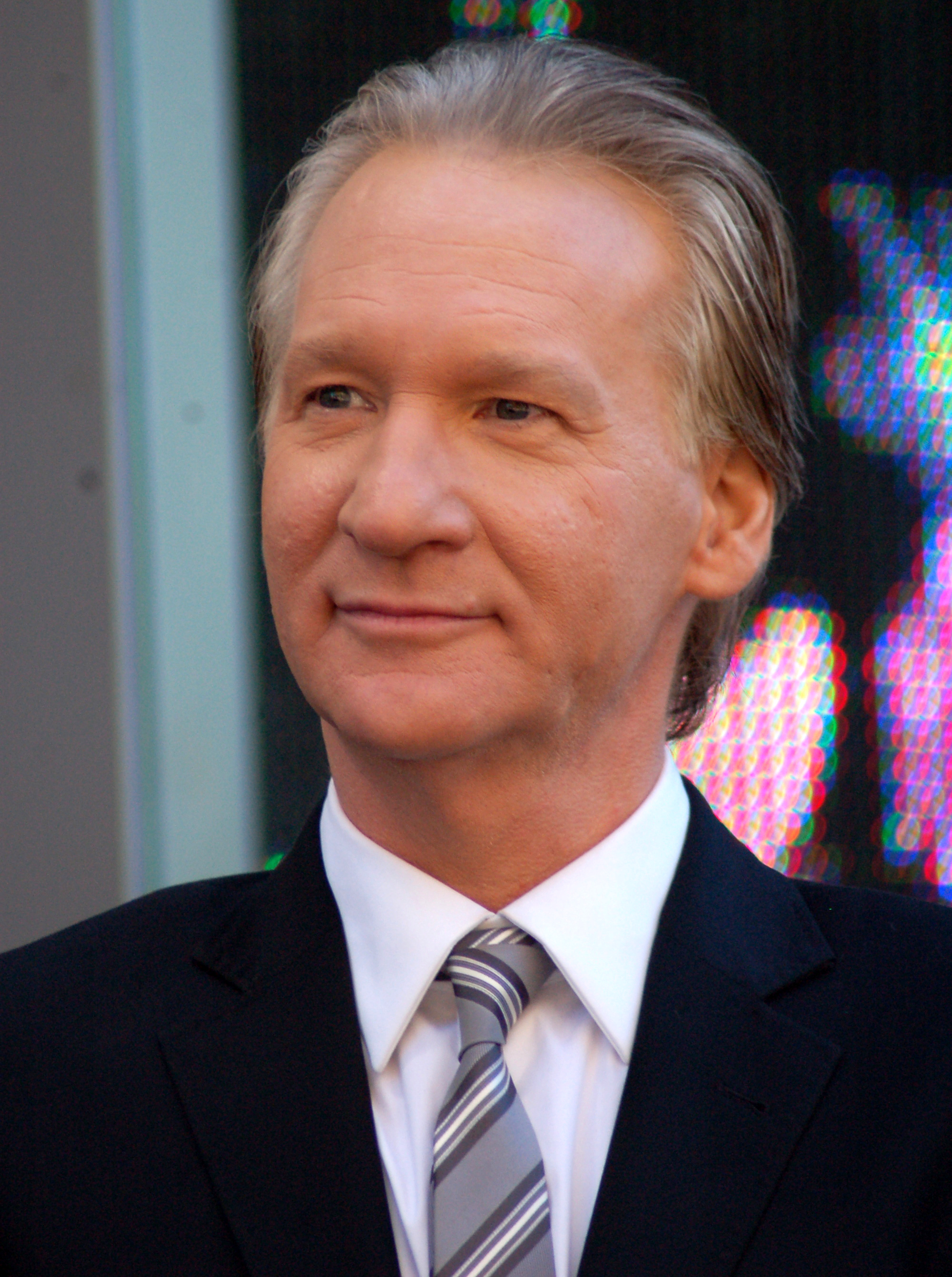
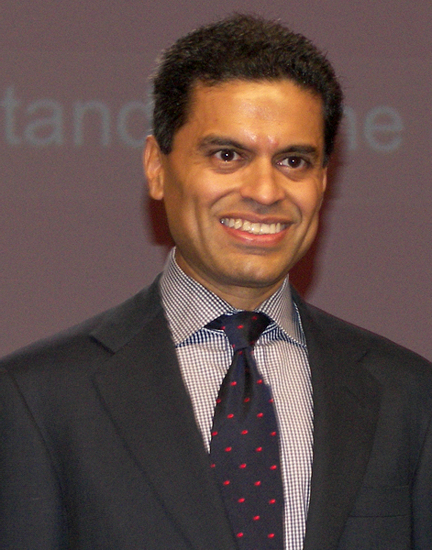